# La Tamarissière

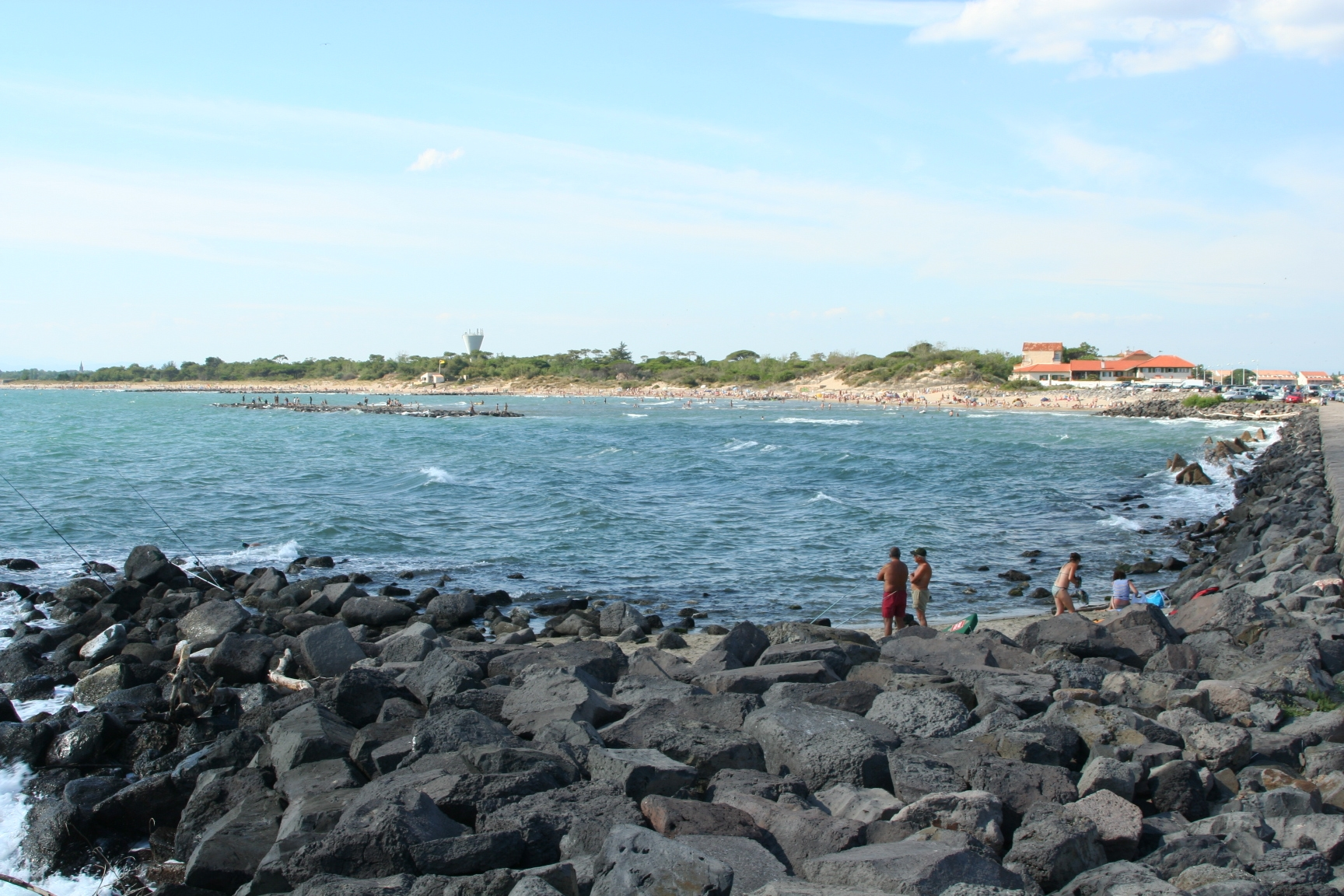
La plage de la Tamarissière vue de la jetée

La Tamarissière est un quartier de la commune française d'Agde, dans le département de l'Hérault. Elle est un des trois lieux-dits de cette commune, avec le Grau-d'Agde (rive gauche) et le Cap d'Agde. 
Ce quartier en bord de mer est situé sur la rive droite de l'Hérault alors que la plus grande partie du territoire et de la population d'Agde se trouve sur la rive gauche.

## Toponymie
Le nom de ce lieu-dit provient des tamaris qu'on y planta pour fixer le sable qui se trouvait sur la berge du fleuve. 

## Histoire
Située à l'embouchure de l'Hérault, la Tamarissière devient une station touristique avec l'aménagement en camping de la pinède littorale.